# Julio Galán
Julio Galán (* 5. Dezember 1959 in Múzquiz, Coahuila; † 4. August 2006 in Zacatecas) war ein mexikanischer Maler.

## Leben
Galán wurde am 5. Dezember 1959 in Múzquiz, Coahuila geboren und wuchs bei seiner wohlhabenden Familie in Monterrey auf. Dort besuchte er eine Privatschule. Anschließend studierte er Architektur am Instituto Tecnológico y de Estudios Superiores de Monterrey. Während seines Studiums begann er das Malen, angespornt von dem Kunsthändler Guillermo Sepúlveda. Galán hatte 1980 seine erste Ausstellung in Sepúlvedas Galerie. 1985 hatte er sein Galerie-Debüt in der Art Mart Gallery in East Village, New York und hatte viele Ausstellungen in Europa. In New York stellte er auch zusammen mit Anina Nosei und Ramis Barquet aus, wo er auch 2001 seine letzte Einzelausstellung hatte.
Julio Galán starb am 4. August 2006 mit 46 Jahren an einem Schlaganfall.